# Pierre Georget
Pierre Georget (Châtellerault, 9 agosto 1917 – Parigi, 1º agosto 1964) è stato un pistard francese.

## Palmarès
- Giochi olimpici

Berlino 1936: argento nel chilometro a cronometro, bronzo nel tandem.